# The Getaway (альбом Red Hot Chili Peppers)
| Совокупная оценка    | Совокупная оценка |
| Источник             | Оценка            |
| -------------------- | ----------------- |
| Metacritic           | 66/100            |
| Оценки критиков      |                   |
| Источник             | Оценка            |
| AllMusic             | [ 6 ]             |
| Clash                | [ 7 ]             |
| Classic Rock         | [ 8 ]             |
| Consequence of Sound | C+                |
| The Independent      | [ 10 ]            |
| The Guardian         | [ 1 ]             |
| NME                  | [ 11 ]            |
| Pitchfork Media      | 5.4/10            |
| Rock Sound           | 6/10              |
| Rolling Stone        | [ 14 ]            |

The Getaway (с англ. — «Побег») — одиннадцатый студийный альбом американской рок-группы Red Hot Chili Peppers, выпущенный 17 июня 2016 года на лейбле Warner Bros. Это первый за 25 лет альбом RHCP, в работе над которым не принимал участие продюсер Рик Рубин. Ему на смену был приглашён Danger Mouse. 5 мая был выпущен дебютный сингл альбома — «Dark Necessities». Это второй и последний альбом записанный при участии Джоша Клингхоффера, который пробыл в составе коллектива до 15 декабря 2019 года, когда музыканты решили воссоединиться с Джоном Фрушанте.

## История создания
Работа над альбомом началась в 2014 году, тем не менее вскоре музыканты сделали паузу на восемь месяцев: Фли сломал руку, катаясь на сноуборде. Энтони Кидис вспоминал:
Это был необычайно трудный процесс, мы написали 20-30 песен — все были готовы приступить к записи в студии и уже обдумывали детали, и вдруг… Фли пошёл кататься на сноуборде и сломал руку, это было чем-то вроде шага назад. В итоге, нам пришлось всё переосмыслить… к тому же у нас не было продюсера… в общем, мы словно потерялись в пространстве со всеми этими песнями. Однако, что ни происходит — всё к лучшему; когда все страсти улеглись, появился Брайан Бёртон, и сказал: «Давайте запишем альбом». Мы ему — «Отлично, у нас уже готовы все песни», а он такой — «Нет-нет, давайте писать новые песни в студии». Нам был очень дорог сочинённый ранее материал, но единственный верный способ, который мы видели — довериться ему и отказаться от наших старых идей, нашего старого способа сочинять вещи. Мы подумали и решили: «если это сработает, мы просто обязаны броситься в омут с головой и посмотреть, что из этого получится».

## Обложка
Обложка альбома — картина Кевина Питерсона. По словам Питерсона: «Группа хотела использовать мою картину „Coalition II“ для обложки своего нового альбома. Я сказал им, что это круто, лишь бы меня потом автографами не замучили». Энтони Кидис в интервью шоу Kevin and Bean прокомментировал обложку альбома, сказав: «Обычно мы выбираем что-то более высоколобое и вычурное, но эта обложка дарила такие тёплые и человечные эмоции… хотя на ней изображены животные, она ощущается очень по-человечески. Мы сопоставили их с собой. Чед — медведь, Джош — девочка, Фли — енот, а я — забавный маленький ворон на переднем плане»..

## Отзывы
Альбом имел положительные отзывы музыкальных критиков и интернет-изданий: Metacritic, New York Times, Independent, Clash, Classic Rock, Newsday, Toronto Sun, Rolling Stone, AllMusic, USA Today, Loudwire, International Business Times, Entertainment Weekly, New Musical Express, Exclaim!, The Guardian, Consequence of Sound’s. Умеренные отзывы были у A.V. Club и Pitchfork. Негативную рецензию написала журналистка Лорен Мёрфи из газеты The Irish Times.

## Коммерческий успех
The Getaway дебютировал на позиции № 2 в американском хит-параде Billboard 200, с тиражом 118,000 эквивалентных альбомных единиц, уступив только диску Дрейка Views. The Getaway также был на позиции № 1 в чартах Overall Album Sales, Digital Album Sales, Rock Albums и Alternative Albums в первую неделю релиза.
В США было продано 408 тыс. копий альбома The Getaway и миллион копий во всём мире.

## Список композиций
Слова и музыка всех песен — Энтони Кидис, Фли, Чад Смит и Джош Клингхоффер, кроме указанных иначе.
| №                   | Название            | Автор(ы)                                     | Перевод                | Длительность |
| ------------------- | ------------------- | -------------------------------------------- | ---------------------- | ------------ |
| 1.                  | «The Getaway»       | Кидис, Фли, Смит, Клингхоффер, Брайан Бёртон | Побег                  | 4:10         |
| 2.                  | «Dark Necessities»  | Кидис, Фли, Смит, Клингхоффер, Бёртон        | Тёмные Потребности     | 5:02         |
| 3.                  | «We Turn Red»       | Кидис, Фли, Смит, Клингхоффер, Бёртон        | Мы Становимся Красными | 3:20         |
| 4.                  | «The Longest Wave»  |                                              | Самая Длинная Волна    | 3:31         |
| Общая длительность: | Общая длительность: | Общая длительность:                          | Общая длительность:    | 16:03        |

| №                   | Название            | Автор(ы)                                               | Перевод             | Длительность |
| ------------------- | ------------------- | ------------------------------------------------------ | ------------------- | ------------ |
| 5.                  | «Goodbye Angels»    |                                                        | Прощайте, Ангелы    | 4:29         |
| 6.                  | «Sick Love»         | Кидис, Фли, Смит, Клингхоффер, Элтон Джон, Берни Топин | Больная Любовь      | 3:41         |
| 7.                  | «Go Robot»          |                                                        | Иди, Робот          | 4:24         |
| Общая длительность: | Общая длительность: | Общая длительность:                                    | Общая длительность: | 12:34        |

| №                   | Название                  | Автор(ы)                              | Перевод             | Длительность |
| ------------------- | ------------------------- | ------------------------------------- | ------------------- | ------------ |
| 8.                  | «Feasting on the Flowers» | Кидис, Фли, Смит, Клингхоффер, Бёртон | Наслаждаясь Цветами | 3:23         |
| 9.                  | «Detroit»                 |                                       | Детройт             | 3:47         |
| 10.                 | «This Ticonderoga»        |                                       | Эта Тикондерога     | 3:35         |
| Общая длительность: | Общая длительность:       | Общая длительность:                   | Общая длительность: | 10:45        |

| №                   | Название              | Автор(ы)                              | Перевод             | Длительность |
| ------------------- | --------------------- | ------------------------------------- | ------------------- | ------------ |
| 11.                 | «Encore»              |                                       | На Бис              | 4:11         |
| 12.                 | «The Hunter»          | Кидис, Фли, Смит, Клингхоффер, Бёртон | Охотник             | 4:00         |
| 13.                 | «Dreams of a Samurai» |                                       | Мечты о Самурае     | 6:09         |
| Общая длительность: | Общая длительность:   | Общая длительность:                   | Общая длительность: | 14:20        |

По словам Клингхоффера, две другие песни, "Kaly" (с англ. — «Кали») и "Outer Space" (с англ. — «Космическое Пространство»), были записаны во время сессий Getaway. Эти песни не вошли в окончательный вариант альбома.

## Участники записи
Red Hot Chili Peppers
- Энтони Кидис — вокал
- Фли — бас-гитара (1-11,13), фортепиано, бэк-вокал, труба (12)
- Чад Смит — ударные, перкуссия
- Джош Клингхоффер — гитара, бас-гитара (12), бэк-вокал, клавишные

Приглашённые музыканты
- Danger Mouse — меллотрон (3), орган (8), синтезатор (1, 5-7, 13)
- Элтон Джон — фортепиано (6)
- Мауро Рефоско — перкуссия (6, 7)
- Анна Уоронкер — дополнительный вокал (1)

Технический персонал
- Danger Mouse — продюсирование
- Найджел Годрич — микширование

Дополнительный персонал
- Кевин Питерсон — арт-директор[37]

## Чарты
| Чарт (2016)                            | Высшая позиция |
| -------------------------------------- | -------------- |
| Австралия (ARIA)                       | 1              |
| Австрия (Ö3 Austria)                   | 1              |
| Бельгия/Фландрия (Ultratop)            | 1              |
| Бельгия/Валлония (Ultratop)            | 1              |
| Канада (Canadian Albums Chart)         | 2              |
| Хорватия (HDU)                         | 1              |
| Чехия (ČNS IFPI)                       | 6              |
| Дания (Hitlisten)                      | 6              |
| Нидерланды (Album Top 100)             | 1              |
| Финляндия (Suomen virallinen lista)    | 2              |
| Франция (SNEP)                         | 3              |
| Германия (Offizielle Top 100)          | 2              |
| Греция (IFPI Greece)                   | 8              |
| Венгрия (MAHASZ)                       | 1              |
| Ирландия (IRMA)                        | 1              |
| Италия (Classifica album)              | 1              |
| Япония (Oricon)                        | 4              |
| Новая Зеландия (RMNZ)                  | 1              |
| Норвегия (VG-lista)                    | 4              |
| Польша (ZPAV)                          | 2              |
| Португалия (AFP)                       | 2              |
| Испания (PROMUSICAE)                   | 3              |
| Швеция (Sverigetopplistan)             | 4              |
| Швейцария (Schweizer Hitparade)        | 1              |
| Китайская Республика (Five Music)      | 4              |
| Великобритания (UK Albums Chart)       | 2              |
| Великобритания (UK Vinyl Albums, OCC)  | 2              |
| США (Billboard 200)                    | 2              |
| США (Billboard Top Alternative Albums) | 1              |
| США (Billboard Top Rock Albums)        | 1              |

## Сертификации и продажи
| Регион | Сертификация | Продажи   |
| --- | ------------ | --------- |
| Австрия (IFPI Austria)                                                                                                   | Золотой      | 7500*     |
| Канада (Music Canada) | Золотой      | 40 000^   |
| Франция (SNEP) | Золотой      | 50 000    |
| Германия (BVMI) | Золотой      | 100 000   |
| Венгрия (Mahasz) | Платиновый   | 2000^     |
| Италия (FIMI) | Золотой      | 25 000*   |
| Польша (ZPAV) | Платиновый   | 20 000    |
| Швейцария (IFPI Switzerland)                                                                                             | Золотой      | 10,000^   |
| Великобритания (BPI) | Золотой      | 100 000   |
| Итого |              |           |
| Мир | —            | 1,408,000 |
| * Данные о продажах приведены только на основе сертификации. ^ Данные о тиражах приведены только на основе сертификации. |              |           |